# شوشا (پنیر)
شوشا که با نام‌های چورول یا چورو نیز شناخته می‌شود، نوعی پنیر نرم در غذاهای تبتی است. پنیر تبتی یک غذای اصلی است و اغلب از حیواناتی که با آب و هوا مناسب هستند مانند غژگاو و بز تهیه می‌شود. این پنیر در مقایسه با پنیر رگه‌آبی تند است. از آن برای تهیه غذای گوشت گاو و سوپ پنیر چورو استفاده می‌شود.